# Jan Rolewicz
Jan Stefan Rolewicz, ps. Rafał (ur. 6 maja 1921 w Krzywanicach koło Radomska, zm. 19 stycznia 1982 w Krakowie) – polski działacz społeczny, inżynier mechanik, harcmistrz, żołnierz Szarych Szeregów AK.

## Życiorys
Był synem Stefana (nauczyciela) i Emilii z domu Bala. Ojciec był w młodości skautem, ochotniczo służył w Legionach Polskich, później należał do Komunistycznej Partii Polski. Kontynuując rodzinne tradycje harcerskie, Jan Rolewicz wstąpił w 1934 do najstarszej 1 Warszawskiej Drużyny Harcerskiej im. Romualda Traugutta (tzw. „Czarnej Jedynki”); był wówczas uczniem VI Państwowego Gimnazjum im. Tadeusza Reytana w Warszawie. Przed wojną pełnił szereg funkcji w harcerstwie, był m.in. wodzem Gromady Zuchów na Mokotowie i drużynowym 101 Warszawskiej Drużyny Harcerskiej im. Orlicz-Dreszera. W sierpniu 1939 ukończył kurs podharcmistrzowski.
Od 1 do 6 września 1939 był łącznikiem Pogotowia Harcerzy w Warszawie z Wojskiem Polskim; wkrótce opuścił Warszawę, dokąd powrócił dopiero po kapitulacji. Zdobywał wykształcenie w ramach tajnego nauczania, m.in. zdał maturę i rozpoczął studia w Szkole Budowy Maszyn i Elektrotechniki im. Wawelberga i Rotwanda. Od października 1939 należał do Szarych Szeregów i uczestniczył w akcjach „małego sabotażu”, później również w „Wielkiej Dywersji”, m.in. uwolnieniu więźnia Gestapo ze Szpitala Dzieciątka Jezus. Od września 1943 organizował kompanię „Rudy” batalionu „Zośka”, prowadził jej biuro i pełnił funkcję szefa kompanii. Ukończył tajną Szkołę Podchorążych Piechoty Agricola. 
8 maja 1944 wskazany przez konfidenta Gestapo został aresztowany; nie powiodła mu się desperacka próba ucieczki. Rolewicz zdołał wytrzymać śledztwo, skierować podejrzenia na błędny trop, a także ostrzec przed konfidentem. Początkowo był więziony na Pawiaku, pod koniec lipca 1944 trafił do obozu koncentracyjnego Groß-Rosen (nr P 11632). W lutym 1945 został przeniesiony do obozu Flossenbürg, gdzie pracował przy budowie lotniska (zmiana numeru obozowego na P 80236). Tam doczekał wyzwolenia przez Amerykanów (1 maja 1945); przez kilka miesięcy przebywał w szpitalu, powrócił do Polski w sierpniu 1945.
W Polsce zgłosił się do zawodowej służby wojskowej, ale nie został przyjęty. Ukończył studia w Szkole Inżynierskiej im. Wawelberga w Warszawie, w 1946 podjął pracę w Fabryce Maszyn w Jeleniej Górze. Pracował następnie w Centralnym Biurze Aparatury Chemicznej w Krakowie, Przedsiębiorstwie Remontowo-Montażowym Handlu Wewnętrznego, Hucie Szkła „Prądniczanka”, Miejskim Przedsiębiorstwie Komunikacyjnym w Krakowie. Przeszedł na emeryturę w 1979, otrzymywał również rentę wojenną II grupy (przyznaną ze względu na kłopoty neurologiczne po przeżyciach obozowych).
Niezależnie od pracy zawodowej powrócił do działalności w harcerstwie. Do sierpnia 1946 był przybocznym 41 Warszawskiej Drużyny Harcerskiej, potem instruktorem Chorągwi Dolnośląskiej ZHP. W Krakowie działał w Komendzie Hufca „Wawel” do likwidacji ZHP w 1949; po reaktywowaniu Związku (1957) założył Szczep Dąbie oraz powołał do życia Harcerski Zespół Wydawniczy, przygotowujący wspomnienia o Janie Bytnarze (ukazały się w Krakowie w 1958). W 1958 został mianowany podharcmistrzem, później został zastępcą hufcowego, wreszcie harcmistrzem. W latach 1961–1963 był komendantem Hufca Kraków-Grzegórzki, następnie kierował kilkoma szczepami krakowskimi. W czasie Obchodów Kopernikowskich koordynował „Operację 1001-Frombork” z ramienia ZHP (1968–1973). Około 1970 został odsunięty od obowiązków instruktorskich w Hufcu ze względu na poważne problemy zdrowotne związane z przejściami okupacyjnymi.
Poza harcerstwem działał w innych organizacjach społecznych. Był współzałożycielem i sekretarzem krakowskiego Koła Abstynentów im. Andrzeja Małkowskiego, członkiem zarządu oddziału wojewódzkiego Społecznego Komitetu Przeciwalkoholowego, sekretarzem oddziału krakowskiego Polskiego Towarzystwa Miłośników Astronomii; działał też m.in. w Związku Bojowników o Wolność i Demokrację i Towarzystwie Przyjaciół Dzieci. Był członkiem PPR (wstąpił w 1948, ale wkrótce został usunięty ze względu na AK-owską przeszłość) i PZPR (od 1961). Został odznaczony m.in. Krzyżem Walecznych, Krzyżem Partyzanckim, Krzyżem AK, Krzyżem Kawalerskim Orderu Odrodzenia Polski, Krzyżem „Za Zasługi dla ZHP” (pośmiertnie).
Ogłosił wiele artykułów, poświęconych ruchowi antyalkoholowemu i harcerskiemu, m.in. Harcmistrz Jan Bytnar (w: „Pokolenie”, 1972), Idea abstynencji wśród robotników polskich na początku XX wieku (w: Pięciolecie Koła Abstynentów im. Andrzeja Małkowskiego, 1976), W hołdzie Kopernikowi. Ze wspomnień okupacyjnych (w: „Urania”, 1976), Harcmistrz Władysław Cieplak „Giewont”, dowódca kompanii „Rudy” batalionu „Zośka” (w: Z dziejów ruchu młodzieżowego, 1982).
Był żonaty z Gabrielą z Kurpiosów (od 1948), harcerką, łączniczką AK w Częstochowie, historyczką; miał dwie córki, Elżbietę (chemiczkę) i Małgorzatę (absolwentkę szkoły ogrodniczej).